# Оцелот
Оцелот (Leopardus pardalis) је латиноамеричка врста сисара из породице мачака (Felidae). 

## Распрострањеност
Ареал оцелота обухвата већи број држава у јужној и средњој Америци. Врста је присутна у Аргентини, Белизеу, Боливији, Бразилу, Венецуели, Гвајани, Гватемали, Колумбији, Мексику, Никарагви, Костарици, Еквадору, Панами, Парагвају, Перуу, Салвадору, Сједињеним Америчким Државама, Суринаму, Тринидаду и Тобагу, Француској Гвајани и Хондурасу.

## Станиште
Станишта оцелота су шуме, саване, травна вегетација и речни екосистеми. Врста је присутна на подручју реке Амазон у Јужној Америци.

## Начин живота
Просечна тежина животиње је 11 кг. Број младунаца које женка доноси на свет је обично 1-4, просечно 1,4. Углавном се храни ноћу а просечна тежина плена је 1,4 кг.

## Угроженост
Ова врста није угрожена, и наведена је као последња брига јер има широко распрострањење.